# جرج‌تاون (شهرستان کاس، ایندیانا)
جرج‌تاون (به انگلیسی: Georgetown) یک منطقهٔ مسکونی در ایالات متحده آمریکا است که در شهرستان کاس، ایندیانا واقع شده‌است. جرج‌تاون ۱۸۱٫۰۵ متر بالاتر از سطح دریا واقع شده‌است.